# Qishon
Il Qishon (קישון) è uno dei principali corsi d'acqua di Israele.

## Geografia
Il Qishon nasce a nord-ovest del monte Ghilboa. Scorre seguendo un asse sud-nord, e in prossimità di Tel Kashish svolta verso nord-ovest; si snoda per una lunghezza di 5 km all'interno di una stretta valle contornata dalle alture di Tivon, dal Monte Carmelo e da Alonim. Si getta infine nel mar Mediterraneo. Suo affluente principale è il corso d'acqua Tzipori. La sua corrente rimane relativamente moderata a causa della bassa pendenza del terreno che attraversa.
Le importanti precipitazioni della regione e la natura dei terreni, relativamente impermeabili, che costituiscono la piana di Esdraelon, contribuiscono alla considerevole portata del Qishon, che in certe annate straripa dal suo letto.
A causa delle inondazioni, la flora spontanea intorno al fiume è pressoché inesistente, fatta eccezione per la presenza di tamerici stagionali e di giunchi.

## Riferimenti nella Bibbia
Una inondazione del Qishon fu certamente il fattore che provocò la sconfitta di Sisara, generale dell'esercito cananeo (Giudici 4 e 5). Le armate israelite guidate da Barac, benché dotate di attrezzature belliche inferiori (Giudici 5-8), decimarono gli uomini di Sisara, che avevano basato la loro strategia sui numerosi acquitrini formati dalle inondazioni del Qishon; in essi, infatti, i carri dei Cananei rimasero impantanati. Secondo quanto viene riferito nel cosiddetto Cantico di Debora, gli Ebrei gettarono poi i cadaveri dei loro nemici nel Kishon.